# Osmán Morote
Osmán Roberto Morote Barrionuevo (Cusco, 15 de abril de 1945), conocido con el alias de camarada «Nicolás» o «Remigio», es un antropólogo y terrorista peruano, uno de los miembros de la cúpula de la organización armada Sendero Luminoso. En su apogeo, Morote llegó a ser el siguiente al mando después del líder oficial Abimael Guzmán.
Actualmente se encuentra recluido en el Penal Ancón 1 cumpliendo una condena de cadena perpetua.

## Biografía
Hijo del folclorista Efraín Morote Best, que fuera rector de la Universidad Nacional de San Cristóbal de Huamanga en los años 1960, y Leila Barrionuevo, hija del escritor Roberto Barrionuevo Navarro. Sus dos hermanos, Arturo y Katia, también fueron miembros de Sendero Luminoso. Se casó en 1970 con Teresa Durán Araujo, hermana de Maximiliano Durán, otro dirigente de esta agrupación.
Cursó antropología en la Universidad Nacional de San Cristóbal de Huamanga, que fuera reabierta en 1959 tras casi 80 años de estar cerrada. Allí conoció a Abimael Guzmán, quien se desempeñaba como profesor de Filosofía, bajo cuya influencia abrazó el maoísmo como ideología política. En 1969 se graduó con la tesis La lucha de clases en las zonas altas de Huanta. A principios de los años 1970 fue apresado en Huamanga y luego trasladado al penal de Lurigancho, en Lima, donde permaneció recluido durante seis meses. 
Posteriormente, se trasladó a Huancayo, donde se desempeñó como profesor de Antropología en la Universidad Nacional del Centro del Perú. Paralelamente trabajó como investigador social independiente. En 1978 pasó a la clandestinidad, dos años antes del inicio del conflicto armado interno, en la que figuró como uno de sus mandos más importantes. Inicialmente, actuó en el departamento de Huancavelica, donde comandó ataques con explosivos contra entidades públicas y privadas y ordenó el asesinato de decenas de autoridades locales. En 1984 pasó a la sierra norte, donde aplicó los mismos métodos.
Ya reconocido como un sanguinario líder senderista, el Gobierno peruano puso precio a su cabeza a través de avisos publicitarios difundidos en la televisión y en la prensa escrita. Fue arrestado por la policía peruana el 11 de junio de 1988, cuando se hallaba alojado en un departamento precario situado en una quinta del jirón Manuel Cuadros, en el centro de Lima, ciudad adonde había llegado seis días antes para participar en las reuniones preparatorias de la dirección central con miras al primer Congreso Nacional de Sendero Luminoso, que se realizaría meses después. Su captura se produjo cuando estaba a punto de retornar al norte del país y fue posible gracias a la declaración de una mujer que, de casualidad, lo vio cuando fue a visitar al propietario del departamento donde se encontraba alojado. Junto con él fueron apresadas dos importantes dirigentes senderistas: Margot Liendo Gil, «Camarada Noemí», y Nina Alvarado Ruiz, «Camarada Ana». Esta captura se produjo bajo el Primer gobierno de Alan García y fue el primer golpe de importancia dado a militantes de la organización.
Fue juzgado por cargos de terrorismo y homicidio, siendo condenado a 20 años de prisión. En marzo de 1992, apeló a la Corte Suprema del Perú y su sentencia fue reducida a 15 años. El mismo año, el régimen del presidente Alberto Fujimori abrió un nuevo juicio y Morote Barrionuevo fue condenado a cadena perpetua en prisión. 
Un nuevo juicio se le inició en junio de 2003, siendo condenado a 25 años de prisión, descontando sus años de carcelería transcurridos desde 1988. Aunque debió salir libre en junio del 2013, continuó preso por tener pendientes nuevos juicios, uno de ellos por su responsabilidad en la matanza de más de 100 campesinos en el distrito de Soras, Ayacucho, ocurrida el 16 de julio de 1984. El 17 de abril de 2018 fue ordenada por el Poder Judicial su salida de prisión para solo estar en arresto domiciliario.
El 11 de septiembre de 2018 fue nuevamente intervenido y condenado a cadena perpetua.